# Pelagueya Polubárinova-Kóchina
Pelagueya Yákovlevna Polubárinova-Kóchina (en ruso: Пелаге́я Я́ковлевна Полуба́ринова-Ко́чина; Astracán, Imperio ruso, 13 de mayo de 1899-Moscú, Rusia, 3 de julio de 1999) fue una matemática aplicada soviética, conocida por su trabajo en mecánica de fluidos e hidrodinámica, en especial en la aplicación de ecuaciones fuchsianas, y en historia de las matemáticas. Fue elegida miembro correspondiente de la Academia de Ciencias de la Unión Soviética en 1946, y miembro pleno en 1958.

## Biografía
Polubárinova nació el 13 de mayo de 1899 (1 de mayo de 1899 según el calendario juliano) en Astracán, en el Imperio ruso, hija de un contable y una ama de casa. Pelagueya era la segunda más joven de cuatro hijos. Estudió en el instituto femenino de San Petersburgo y más tarde asistió a la Universidad de Petrogrado (tras la Revolución de 1917). Tras la muerte de su padre en 1918, empezó a trabajar en el laboratorio de geofísica bajo la supervisión de Aleksandr Fridman. Allí conoció a Nikolái Kochin, con quien se casó en 1925 y tuvo dos hijas. Ambos enseñaron en la Universidad de Petrogrado hasta 1934, cuando se trasladaron a Moscú, donde Kochin obtuvo una plaza de profesor en la Universidad de Moscú. Allí, Polubárinova-Kóchina investigó en el Instituto Steklov hasta la Segunda Guerra Mundial, cuando fue evacuada junto con sus hijas a Kazán mientras que Kochin permaneció en Moscú para ayudar en el esfuerzo militar, donde falleció antes de acabar la guerra.
Tras la guerra, editó sus clases y continuó enseñando matemática aplicada. Más tarde, se convirtió en jefa del departamento de mecánica teórica de la Universidad de Novosibirsk y en directora del departamento de hidrodinámica aplicada en el Instituto de Hidrodinámica. Fue una de los fundadores de la rama siberiana de la Academia de Ciencias de la Unión Soviética en Novosibirsk.
Recibió el Premio Stalin en 1946, fue nombrada Héroe del Trabajo Socialista en 1969 y recibió la Orden de la Amistad de los Pueblos en 1979. Falleció en 1999, pocos meses después de cumplir 100 años, y poco después de publicar su último artículo científico.